# Episodi di Weeds (prima stagione)
La prima stagione della serie televisiva Weeds è stata trasmessa in prima visione negli Stati Uniti dal 7 agosto al 10 ottobre 2005 sul canale Showtime.
In Italia la stagione è stata trasmessa dal 19 ottobre al 29 novembre 2006 su Rai 2.
| nº | Titolo originale        | Titolo italiano             | Prima TV USA      | Prima TV Italia  |
| -- | ----------------------- | --------------------------- | ----------------- | ---------------- |
| 1  | You Can't Miss the Bear | Non puoi sfuggire all'orso! | 7 agosto 2005     | 19 ottobre 2006  |
| 2  | Free Goat               | Tradimenti e nostalgie      | 15 agosto 2005    | 25 ottobre 2006  |
| 3  | Good Shit Lollipop      | Concorrenza sleale          | 22 agosto 2005    | 25 ottobre 2006  |
| 4  | Fashion of the Christ   | Sorpresa                    | 29 agosto 2005    | 26 ottobre 2006  |
| 5  | Lude Awakening          | Cataclismi e sedativi       | 5 settembre 2005  | 26 ottobre 2006  |
| 6  | Dead in the Nethers     | Addestramento               | 12 settembre 2005 | 2 novembre 2006  |
| 7  | Higher Education        | Mercato in crescita         | 19 settembre 2005 | 9 novembre 2006  |
| 8  | The Punishment Light    | Caccia al topo              | 26 settembre 2005 | 16 novembre 2006 |
| 9  | The Punishment Lighter  | Rischi del mestiere         | 3 ottobre 2005    | 23 novembre 2006 |
| 10 | The Godmother           | Chi è senza peccato...      | 10 ottobre 2005   | 29 novembre 2006 |

## Non puoi sfuggire all'orso!
- Titolo originale: You Can't Miss the Bear
- Diretto da: Brian Dannelly
- Scritto da: Jenji Kohan

### Trama
Nancy Botwin, rimasta da poco vedova del marito Judah, per mantenere l'abituale stile di vita nella benestante comunità residenziale di Agrestic in cui vive con i due figli, Silas e Shane, si è procurata un insolito mezzo di sostentamento, diventando l'insospettabile spacciatrice di erba degli affermati professionisti, che amano fumare per rilassarsi dopo le fatiche quotidiane e che preferiscono rivolgersi a lei piuttosto che a qualche inaffidabile piccolo criminale.
Quando scopre che il "collega" Josh, figlio adolescente del suo commercialista e cliente affezionato Douglas Wilson, spaccia perfino ai bambini, tenta di farlo smettere, ma lui le rinfaccia la sua ipocrisia. Lei trova però un efficace mezzo di ricatto quando lo scopre intrattenersi in intimità con un vicino e minaccia di rivelare al padre la sua omosessualità.
Il decenne Shane, testimone dell'infarto fatale del padre durante il jogging, è emarginato per le sue stranezze dai compagni, che lo soprannominano "weirdo" o "strange Botwin". Appassionato del programma di caccia "Bear Hunt" del Wilderness Channel (il cui slogan è «You Can't Miss the Bear»), si vendica del peggior bullo ricoprendolo di pittura rosa con una pistola a vernice e finendo sospeso da scuola per questa sua bravata.
Il quindicenne Silas frequenta ormai da tre mesi Quinn, figlia maggiore di Celia Hodes, amica/nemica di Nancy, ed entrambi pensano di essere pronti per copulare. Quinn chiede a Nancy di poterlo fare a casa sua, perché da lei è impossibile, per il ferreo controllo della madre, ma Celia chiede a sua volta all'amica di prometterle di vigilare per impedire che questo accada. Non solo Nancy non può evitare che i ragazzi facciano quello che desiderano, scoprendoli a fatto avvenuto nella sua camera degli ospiti, ma Quinn si vendica crudelmente del tentativo della madre di sorvegliarla con la telecamera camuffata in un orsacchiotto, già usata per controllare che la figlia minore Isabelle non si abbuffasse di cibo di nascosto: quando Celia guarda il filmato, scopre che la telecamera non ha ripreso la figlia Quinn, ma suo marito Dean mentre la tradisce con l'istruttrice di tennis Helen Chin.

## Tradimenti e nostalgie
- Titolo originale: Free Goat
- Diretto da: Brian Dannelly
- Scritto da: Jenji Kohan

### Trama
A causa delle serie difficoltà economiche, acuite dal potersi servire solo di contanti, Nancy è costretta a lasciare in pegno alla sua fornitrice di erba, Heylia James, la sua auto e perfino l'anello matrimoniale, per ottenere abbastanza merce per rimanere a galla. Doug le consiglia di trovare un'attività legittima di copertura per riciclare i profitti dello spaccio di droga.
Celia scatena la sua vendetta nei confronti del marito infedele Dean e della figlia Quinn, che si è presa gioco di lei nello svelarle il tradimento: al primo rasa la testa a zero durante il sonno, mentre allontana la seconda, mandandola in un collegio, in Messico. Affronta poi direttamente l'amante, Helen, con cui finisce per confidarsi e ubriacarsi insieme in un bar.
Mentre Silas soffre per l'improvviso allontanamento di Quinn, la quale però, come Celia gli fa notare crudelmente, non era poi così presa da lui se non ha nemmeno tentato di contattarlo prima di doversene andar via, Shane affronta la scomparsa del padre riguardando in continuazione i video nei quali appare, come quello del suo decimo compleanno.

## Concorrenza sleale
- Titolo originale: Good Shit Lollipop
- Diretto da: Craig Zisk
- Scritto da: Roberto Benabib

### Trama
Nancy vede messa a rischio la sua unica fonte di entrate quando scopre allibita l'esistenza di una concorrenza legale, i "pot stores" o "club dell'erba", resi possibili della legge 215 che permette l'uso della marijuana per motivi medici. Quando ne visita uno, il Bodhi Sativa Club, si rende anche conto che esistono innumerevoli varietà di erba e che Heylia, approfittando della sua inesperienza, gliene ha sempre fornita una di scarsa qualità. Riesce a riconquistare i suoi clienti abituali offrendo loro un prodotto migliore, anche sotto forma di dolci invitanti, e garantendo, a differenza dei club, una maggior comodità e una totale privacy.
La comunità di Agrestic è messa in allarme dalla presenza di un coguaro in circolazione in libertà nelle sue strade. Quando Shane sostiene di essere riuscito a sparargli, la madre teme che abbia in realtà colpito il gatto di un vicino e che stia sviluppando preoccupanti problemi psicologici, ma con sollievo una sera intravede in giardino la bestia selvatica, che è effettivamente ferita sul muso.
Silas ad una festa ci prova con la sorda Megan, che ha la fama di una molto disponibile al sesso orale. Ma lei, dopo avergli fatto calare i pantaloni, invece di praticargli una fellatio gli colora di blu l'inguine con la vernice spray che stava usando per correggere un graffito volgare su di lei.
Celia trova le scorte segrete dei dolci che Isabelle mangia di nascosto e li sostituisce con dei lassativi, che hanno un drastico effetto nel peggior momento possibile: la ragazzina golosa se la fa addosso mentre si trova in classe, davanti a tutti i compagni. Quando Dean scopre quanto realmente successo, accusa la moglie di maltrattamento e abuso di minori; Isabel, che ha sentito tutto, si vendica della terribile umiliazione sostituendo a sua volta alla madre i suoi farmaci abituali e rendendola dolorosamente costipata per giorni.

## Sorpresa
- Titolo originale: Fashion of the Christ
- Diretto da: Burr Steers
- Scritto da: Jenji Kohan

### Trama
Ad Agrestic arriva Andy, fratello del defunto Judah, di ritorno dall'Alaska. Era stato proprio lui a mettere in contatto Nancy con Heylia, attraverso Conrad, nipote e stretto collaboratore della donna, con cui aveva lavorato insieme in un grande magazzino, prima che entrambi fossero licenziati per aver rubato della merce. Dopo aver scoperto con sorpresa quanto sia cresciuta la nuova attività della cognata, si offre di aiutarla e lei, suo malgrado, è costretta ad accettarne la permanenza.
Shane va a scuola con una maglietta prodotta dallo zio Andy, "Chris died for your sins" ("Cristo è morto per (riscattare) i tuoi peccati", messaggio religioso che, a causa dell'errore di stampa, Chris invece di Christ, è diventato involontariamente satirico), che riscuote grande successo tra i compagni e consente ad Andy di venderne un po' prima di suscitare la violenta reazione oltraggiata dei genitori, che trovano quella maglietta addirittura sacrilega, mettendo così di nuovo nei guai il povero Shane.
Dopo il turbolento primo incontro, Silas e Megan iniziano una vera e propria relazione.
Da un aereo cargo precipitano delle casse di bibite proprio sulla casa degli Hodes, rischiando di ucciderne gli occupanti. Ma Celia rimane indifferente al pericolo miracolosamente scampato, perché ha appena scoperto di avere un cancro al seno.

## Cataclismi e sedativi
- Titolo originale: Lude Awakening
- Diretto da: Lee Rose
- Scritto da: Devon Shepard

### Trama
Dopo essere stata testimone impotente ed atterrita di una sparatoria, a casa di Heylia, in cui comunque nessuno è rimasto ferito, Nancy è costretta a ripensare seriamente al suo attuale stile di vita, che l'avvicina pericolosamente al mondo della criminalità.
Quando l'inaffidabile Andy, che lei non vorrebbe coinvolgere nella sua attività, viene fermato in possesso di un piccolo quantitativo di erba per uso personale, non tale da farlo finire in prigione, Nancy approfitta dell'occasione per farsi spiegare da una compiacente avvocatessa cosa dica la legislazione in merito a uso, spaccio e coltivazione di marijuana.
Shane continua ad avere problemi a scuola, stavolta per aver composto un violento gangsta rap contro un compagno che lo tormenta.
Silas, mal consigliato da un amico, decide di mettere una certa distanza da Megan, per provarci con altre ragazze, ma ha subito modo di pentirsene.
Celia, a causa della grave malattia, rivede radicalmente la propria vita e comincia a comportarsi in modo molto distaccato rispetto a quelli che erano stati finora i suoi principali impegni e interessi, sorprendendo in negativo le amiche e in positivo la figlia Isabelle.

## Addestramento
- Titolo originale: Dead in the Nethers
- Diretto da: Arlene Sanford
- Scritto da: Michael Platt e Barry Safchik

### Trama
Nella panetteria che dovrebbe diventare l'attività di copertura di Nancy, Celia incontra casualmente Conrad e gli chiede di uscire, riuscendo a convincere anche Nancy a concedersi di trascorrere una serata in un club insieme a loro.
Mentre Celia, animata in parte dal desiderio di vendetta nei confronti del marito traditore e in parte da quello di riaffermare la propria vitalità contro la malattia, dà sfogo alla sua "jungle fever" facendo l'amore in auto con Conrad, Nancy fa la conoscenza dell'affascinante criminale Tusk.
Andy, in seguito all'arresto per possesso di marijuana, è costretto a frequentare un gruppo di disintossicazione, la cui guida è la bella Sharon che lui, con abile inganno, prima costringe a diventare il suo sponsor e poi, offrendole delle false confidenze su di sé e spingendola ad aprirsi a sua volta facendole rivelare che lei raggiunge l'orgasmo solo quando è "fatta", riesce pure a portarsela a letto.
La sfaticata domestica di casa Botwin, Lupita, è messa sull'avviso dall'amica Serena sull'insolita occupazione della padrona e, una volta perquisita l'intera casa e trovate le scorte di droga nascoste dentro dei cuscini, può permettersi di chiedere un aumento, certa di non poter essere licenziata.
Silas e Megan si riconciliano e copulano per la prima volta.
Quando vede l'eccentrico home video girato da Shane, in cui lui interpreta un terrorista che minaccia di uccidere un ostaggio, interpretato da una spaventata compagna di gioco, Nancy capisce che il figlio minore sta cercando, a suo modo, di richiamare su di sé l'attenzione dell'unico genitore che gli è rimasto. Riguardando con le lacrime agli occhi un video girato insieme al defunto marito, capisce che anche lei, come Shane, non ha ancora superato quella perdita.

## Mercato in crescita
- Titolo originale: Higher Education
- Diretto da: Tucker Gates
- Scritto da: Shawn Schepps

### Trama
Alla ricerca di uno studente che dia ripetizioni a Silas, Nancy scopre l'enorme mercato potenziale costituito dal campus del Valley State College. Così assume Sanjay, sia per aiutare il figlio con la scuola, sia per fargli spacciare in università, e lui a sua volta recluta altri studenti bisognosi di soldi facili. Ma qualcuno non è affatto contento di questa intrusione nel proprio territorio e lo fa capire a Nancy, prima vandalizzandone l'auto a colpi di monetine, poi lasciandole pile di pennies fuori dalla porta di casa.
Celia, in ospedale per sottoporsi ad una mastectomia, riceve la visita sgradita della madre, che si comporta nei suoi confronti esattamente nello stesso modo in cui lei (mal) tratta Isabelle. Ma la "nuova" Celia, migliorata dal confronto con la malattia, non è disposta a sopportarne le continue critiche e gli aspri giudizi, quindi finisce presto per cacciarla di casa, con l'appoggio convinto di marito e figlia.
Shane finalmente si trova un nuovo amico, Max, la cui attrante madre si dimostra fin troppo disponibile a concedersi allo zio Andy, il quale, quando si rende conto che la donna è un po' troppo violenta durante il sesso per i suoi gusti, non può però mollarla, per non rovinare l'amicizia di Shane. Fortunatamente è proprio lei a rompere per prima la relazione, perché se ne annoia presto.

## Caccia al topo
- Titolo originale: The Punishment Light
- Diretto da: Robert Berlinger
- Scritto da: Rolin Jones

### Trama
Il giorno stesso in cui viene svelata la tomba del padre Judah, Shane partecipa ad un torneo di karate e ne combina una delle sue, mordendo ad un piede il suo avversario. In questo strano modo Nancy conosce Peter Scottson, il padre del ragazzo, con il quale nasce un'immediata e reciproca sintonia, malgrado l'ostilità tra i loro figli.
Andy e Doug, a casa Botwin, danno la caccia ad un topo a modo loro.
Mentre Peter, separato dalla moglie, rivela a Nancy di essere molto interessato a lei, ma di essere disposto ad attendere che sia pronta ad affrontare una nuova relazione, lei è impegnata ad affrontare il problema costituito da Alejandro, il giocatore di baseball e spacciatore secondo cui non c'è posto per entrambi ad Agrestic: la tensione del loro confronto sfocia inaspettatamente in un incontrollato rapporto sessuale in un vicolo.
Con un altrettanto imprevedibile incontro carnale si conclude anche il faccia a faccia tra Celia e Dean per risolvere i loro problemi matrimoniali. Quando lei gli rivela di aver fatto sesso con un uomo di colore per vendicarsi del suo tradimento, ottiene il sorprendente effetto di riaccendere il desiderio del marito, a cui lei stessa risponde con piacere.

## Rischi del mestiere
- Titolo originale: The Punishment Lighter
- Diretto da: Paul Feig
- Scritto da: Matthew Salsberg

### Trama
L'attività di Nancy al Valley State College non è passata inosservata, non solo ad Alejandro, che dopo il loro incontro focoso le fa regali sexy e le offre protezione, ma anche al responsabile della sicurezza, che la coglie sul fatto, proprio mentre sta rifornendo Sanjay. La guardia non l'arresta, ma le fa promettere di non spacciare più nel campus e le sequestra ben quattordicimila dollari di marijuana, tutto quello che lei possiede. Quando Nancy racconta l'accaduto a Heylia e Conrad, loro le spiegano che in realtà è stata derubata da un altro spacciatore e ora deve ricominciare tutto da capo. L'uomo che l'ha truffata appare però una sera a casa sua, visibilmente vittima di un pesante pestaggio, e le restituisce spaventato quanto le aveva sottratto.
Intanto Nancy inaugura la propria attività di copertura, la panetteria (scherzosamente chiamata "fakery", "fake bakery") "Breadsticks and Scones", che affida al cognato Andy e a Sanjay.
Shane continua a mostrare problemi di comportamento a scuola, arrivando perfino ad accendere un fuoco in classe per dare realismo ad una dimostrazione. Nancy è dubbiosa se seguire o meno il consiglio dello psicologo di ricorrere agli psicofarmaci. Il ragazzino è ben disposto a provare, mentre un inaspettato parere negativo arriva da Andy, abituale consumatore di marijuana, ma paradossalmente contrario alle droghe legali.
Silas continua a frequentare Megan e Nancy osserva con disagio e senso di inadeguatezza come il figlio si stia inserendo felicemente nella famiglia della ragazza, trovandovi anche una nuova figura paterna su cui fare affidamento.
Celia, impegnata con la chemioterapia, viene rimpiazzata come leader dell'associazione genitori (PTA), ma non accetta lo sgarbo e reagisce con la personalità di un tempo, riuscendo a liberarsi in breve della sostituta e riprendendosi il ruolo che considera suo di diritto.
Il responsabile della sicurezza va a casa di Nancy per riportarle ciò che le aveva rubato, qualcuno lo ha picchiato e lo ha forzato a restituirle la merce.

## Chi è senza peccato...
- Titolo originale: The Godmother
- Diretto da: Lev L. Spiro
- Scritto da: Jenji Kohan

### Trama
Heylia sgrida severamente Conrad per aver picchiato la guardia di sicurezza che aveva truffato Nancy. Heylia crede che Conrad l'abbia fatto solo per impressionare Nancy e che questo suo atteggiamento possa procurare loro dei problemi, quindi gli impedisce di continuare a mantenere i rapporti con Nancy.
Dopo che Heylia proibisce a Conrad di coltivare una nuova tipologia di marijuana, egli si rivolge a Nancy, proponendole di mettersi in società. Lei accetta e forma una squadra per lavorare a questa operazione.
Silas, durante una discussione, rivela a Nancy che lui sa che è una spacciatrice ed Andy le consiglia di spiegare anche a Shane che tipo di lavoro svolge, poiché già Silas è rimasto ferito dalle bugie della madre, ma Nancy ignora il consiglio.
Andy riesce a trovare una scappatoia per evitare di arruolarsi in Iraq: entrare in una scuola per rabbini.
Celia scopre Isabelle ed un'altra bambina baciarsi e le manifesta la sua disapprovazione.
Vaneeta partorisce.
Nancy decide di uscire con Peter, ma dopo aver fatto sesso scopre che in realtà lui è un agente della narcotici.